# Стефан Драгутин

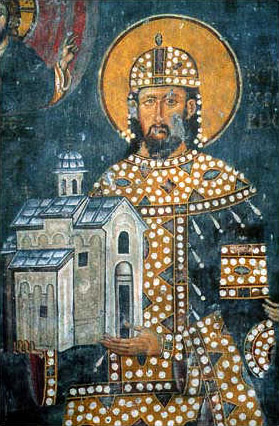
Стефан Драгутин

Стефан Драгутин (д/н-1316) — 5-й король Сербії з 1276 до 1282 року, 1-й король Срема з 1284 до 1316 року. Походив з династії Неманичів.

## Життєпис
Стефан Драгутин був сином короля Стефана Уроша та Олени Анжуйської. В Сербії він був очільником проугорської партії. До того ж він був пов'язаний родинними зв'язками з королями Угорщини. У 1276 році його батько замислив передати трон Сербії молодшому синові - Стефану Милутину. З огляду на це Стефан Драгутин повстав, розбив армію Стефана Уроша I та захопив владу, ставши новим королем Сербії.
У своїй політиці новий король став підтримувати Угорщину в її діях на Балканах, а також став супротивником відновленої Візантійської імперії. Водночас стикнувся з загрозою з боку темніка Ногая. 1280 року васал останнього — відінський деспот Шишман — вдерся до Сербії, де сплюндрував північні області. 
Проте під час полювання Стефан Драгутин у 1282 році він зламав ногу, що суттєво позначилося на його здоров'ї. Тому під тиском знаті передав королівську владу своєму братові Стефану Милутину.

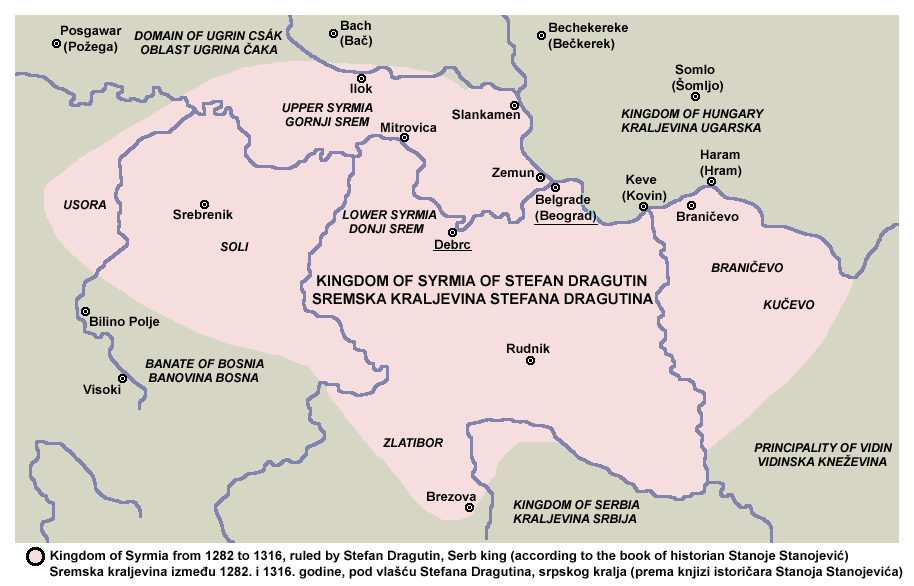
Королівство Срем за часів Стефана Драгутіна

 Водночас у 1284 році Стефан Драгутин отримав від своїх угорських союзників землі довкола Срема, Белграда, територію Мачви та північно-східної Боснії. Пізніше до своїх земель він приєднав Браничево та Кучево. Таким чином, Драгутин став першим сербським володарем із столицею у Белграді. 
В офіційному листуванні називається Папою Римським Миколою IV (1288 р.) королем слов'ян. 
Він став палким римо-католиком і провадив у своєму королівстві дуже сильну антибогомільську політику. Стефан Драгутин закликав до Боснії францисканців. Відтоді вони відігравали дуже важливу роль у політичному та культурному житті цієї країни. Драгутин видав свою доньку заміж за Стефана Котроманича, який на правах бана управляв рештою Боснії під зверхністю Угорщини та королівства Срем.
У 10-х роках XIV ст. між Стефаном Драгутином, королем Срема, та Стефаном Милутином, королем Сербії, спалахнув збройний конфлікт, який вдалося погасити сербському духівництву. Незабаром після цього Драгутин помер у 1316 році ченцем у монастирі.

## Родина
Дружина - Катерина (1256-1314), донька Стефана V Арпада, короля Угорщини
Діти: 
- Стефан Владислав (1280-1325)
- Єлизавета (д/н-1331), дружина Стефана I Котроманича, бана Боснії
- Урошиць (д/н-1306), помер ченцем